# Pendularia jaliscensis
Pendularia jaliscensis är en insektsart som först beskrevs av Cockerell och Cockerell in Cockerell 1902.  Pendularia jaliscensis ingår i släktet Pendularia och familjen skålsköldlöss. Inga underarter finns listade i Catalogue of Life.